# لاسلو چونگرادی
لاسلو چونگرادی (انگلیسی: László Csongrádi؛ زادهٔ ۵ ژوئیهٔ ۱۹۵۹) شمشیرباز اهل مجارستان بود.
وی در مسابقات کشوری و بین‌المللی در مجموع برندهٔ ۱ مدال طلا شده‌است.